# Kazuo Kanemaki
Kazuo Kanemaki (japanisch 印牧和生 Kanemaki Kazuo, * 1949 in Tokio) ist ein in Hamburg lebender japanischer Dirigent.

## Leben
Kazuo Kanemaki studierte nach dem Abitur von 1968 bis 1972 Horn und Klavier in Tokio und war anschließend zwei Jahre Solo-Hornist des Tokyo Metropolitan Symphony Orchestra. Im Jahr 1974 übersiedelte er nach Hamburg und studierte Musikwissenschaft an der Universität Hamburg sowie im Anschluss daran ab 1977 Dirigieren bei Wilhelm Brückner-Rüggeberg und Horst Stein an der Hochschule für Musik und Theater Hamburg. Sein Studium schloss er 1984 ab.
Er leitet seit 1990 den Hamburger Polizeichor und konzertierte mit diesem in Europa, den USA, China und Japan.
Als Dirigent leitete er u. a. die Hamburger Camerata, die Göttinger Symphoniker, die Tokyo Philharmoniker, das Tokyo Metropolitan Symphony Orchestra, die Shanghai Symphoniker und den Chor „Junge Stimmen Russlands“.
Im Jahr 2006 leitete er erstmals das „Symphonie Orchester Berlin“ bei einem Konzert in der Berliner Philharmonie, wo er seither als ständiger Gastdirigent dieses Orchesters regelmäßig auftrat. Ein Gastspiel als Dirigent führte ihn 2012 nach New York, wo er das Orchester der „New York Concert Artists“ dirigierte. 2017 leitete er im  großen Saal des Wiener Musikvereins „Carmina Burana“ von Carl Orff mit dem Kulturverein Orchester Wien sowie Chören aus Japan und Österreich. Außerdem ist er Gründer mehrerer Chöre.